# Amager United
|  | Denne artikel eller sektion om sport er forældet eller ikke opdateret. Se artiklens diskussionsside eller historik. |

Amager United (AU) er en københavnsk fodboldklub placeret på Amager, som blev stiftet i september 2002 via en overbygning af Tårnby Boldklub og Kastrup Boldklub. Amager United ApS står bag driften og holdet er hjemmehørende i Tårnby Kommune og deres hjemmebanekampe spilles på Tårnby Stadion. Partnerne i Amager United har følgende fordeling af anparterne, Tårnby Boldklub: 45 procent, Kastrup Boldklub: 45 procent og Jan Amtrup: 10 procent.
Den officielle fanklub Red Dragons blev stiftet i november 2004.
I efteråret 2006 trak Kastrup Boldklub sig pludseligt ud af klubben, hvilket skabte en krise, der endnu ikke er løst, da Amager United spiller på Kastrup Boldklubs licens. I foråret 2007 blev Kastrup Boldklub trukket i fogedretten med massivt erstatningskrav og forbud mod at indtræde i samarbejdet med Fremad Amager m.m. omkring en ny overbygningsaftale under navnet FC Amager, så længe anpartselskabet med en konkurrenceklausul ikke er likvideret. Dette har stavnsbundet Kastrup Boldklubs planer om at indtræde i FC Amager, indtil sommeren 2007, hvor selskabet likvideres. Under et møde hos Dansk Boldspil-Union den 10. april 2007 med de involverede parter oplyste Kastrup Boldklubs formand Søren Mortensen imidlertid, at FC Amager-planerne var blevet droppet.
Klubberne er enige om at Amager United ophører som fodboldhold den 30. juni 2007.  Inden forårssæsonens start forlod klubbens daværende træner klubben sammen med hele førsteholdet. Nu skændes moderklubberne om hvem der skal stille deres respektive spillere til rådighed for holdet for ikke at blive tvangsnedrykket til Serie 5 under Københavns Boldspil-Union som straf fra DBU. Tårnby Boldklub stillede hold i de første to kampe, mens Kastrup Boldklub regner med at stille hold i de resterende kampe under klubbens egen spilledragt.

## Sportslige resultater (A-truppen)
- [4] Danmarksserien 2006-2007, pulje 2
- [4] Danmarksserien 2005-2006, pulje 1 (5. plads: 30-14-7-9)
- [5] Kvalifikationsrækken 2005 forår, pulje 1 (2. plads/Oprykning: 18-10-7-1)
- [6] Københavnsserien 2004 (Vinder/Oprykning: 26-19-5-2)
- [6] Københavnsserien 2003 (3. plads: 26-17-4-5)

## 1.holdstrænere gennem årene
- 200?-2006: Henrik Thomsen
- 2006-2006: Jesper Pedersen
  - Assistenttræner: Christian Grønbæk (200x-2006)
- 2006-2006: Jørgen E. Larsen
  - Assistenttræner: Jesper Søderholm (2006-2006)
- 2007: bl.a. Michael Lagermann (Kastrup Boldklub, 3. kamp i foråret)